# 평창 탑동 삼층석탑
평창 탑동 삼층석탑(平昌 塔洞 三層石塔)은 대한민국 강원특별자치도 평창군 진부면 탑동리, 탑동마을의 옛 절터에 남아 있는 고려시대의 삼층석탑이다. 1971년 12월 16일 강원도의 유형문화재 제29호로 지정되었다.

## 개요
탑동마을의 옛 절터에 남아 있는 탑으로, 고려시대의 작품이다.
탑 전체의 무게를 받치는 기단(基壇)은 2층을 두었는데, 다른 탑에 비해 아래층 기단이 높아 안정감이 적다. 아래층 기단의 네 면에는 얕게 새긴 안상(眼象)이 있는데, 무늬의 바닥선이 꽃모양처럼 솟아올라 있어 당시의 유행양식을 잘 보여준다. 위층 기단은 맨 윗면에 두툼한 연꽃조각을 둘러 놓았다. 3층을 이루고 있는 탑신부(塔身部)는 몸돌크기가 2층부터 갑자기 줄어들어 균형을 잃고 있으며, 각 층의 몸돌마다 모서리와 가운데에 기둥모양의 조각을 두었다. 지붕돌은 두껍고 폭이 좁아 급한 경사가 흐르며, 밑면의 받침은 3단을 두었다. 꼭대기에는 큼지막한 머리장식이 얹혀 있어 무거워 보인다.
전체적으로 비교적 완전한 모습을 갖추고 있다. 길어 보이는 기단부, 지붕돌의 모습 등으로 보아 고려시대 중기에 세운 탑으로 추측된다.

## 참고 자료
- 탑동삼층석탑 - 국가유산청 국가유산포털